# جوزي موريسون
جوزي موريسون هي متزلجة كندية، ولدت في 2 فبراير 1994 في كاملوبس في كندا.

## وصلات خارجية
- جوزي موريسون على موقع SpeedSkatingBase.eu (الإنجليزية)
- جوزي موريسون على موقع SpeedSkatingNews.info (الإنجليزية)
- جوزي موريسون على موقع SpeedSkatingStats.com (الإنجليزية)
- جوزي موريسون على موقع اللجنة الأولمبية الدولية (الإنجليزية)
- جوزي موريسون على موقع أوليمبيديا (الإنجليزية)
- جوزي موريسون على موقع اللجنة الأولمبية الكندية (الإنجليزية)